# A.C. Højberg Christensen
Axel Christen Højberg Christensen (5. april 1888 i Aalborg – 10. juli 1972 i Helsingør) var en dansk minister.
Han blev født i Budolfi sogn som søn af købmand Niels Christian Christensen og Marie Georgine Højberg, Bispensgade 14.
Han blev student fra Aalborg Katedralskole 1907, modtog Københavns Universitets guldmedalje 1911, blev mag.art. i tysk i 1913 og dr.phil. (Studier over Lybæks Kancellisprog fra ca. 1300-1470) i 1918. Han var ansat ved københavnske skoler (N. Zahles Skole, Ingrid Jespersens Skole, Niels Brocks handelsskole, Københavns translatørskole og Statens Lærerhøjskole) og var privatdocent 1919-21. Han blev adjunkt ved Metropolitanskolen 1920, lektor 1921, og var fra 1921 til 1927 rektor på Ordrup Gymnasium.
Han var undervisningsminister i Regeringen Scavenius. Formand for Det Danske Spejderkorps 1939 – 1960.
Han var også medlem af opgavekommissionen for studentereksamen 1922, formand 1927, formand for Statsskolernes Lærerforening 1924-27, for kommissionen til afholdelse af studentereksamen for privatister fra 1927, for kommissionen til afholdelse af adgangseksamen til civilingeniørstudiet, det farmaceutiske studium og tandlægestudiet fra 1940 og for Pædagogisk Selskab 1933-35, næstformand i Foreningen Nordens skoleudvalg; medl. af skoleradioens arbejdsudvalg og af prøveudvalget for optagelsesprøven til 1. mellemskoleklasse, censor i tysk ved faglærerindeeksamen, censor i tysk og formand for censorerne ved skoleembedseksamen under det filosofiske og det humanistiske fakultet, medlem af hovedbestyrelsen i Danmarks Naturfredningsforening og af bestyrelsen for statens og hovedstadskommunernes kursus til studentereksamen og medlem af bestyrelsen for Den dansk-tyske Forening 1940. Han var Kommandør af 1. grad af Dannebrog og Dannebrogsmand.